# KW Sagittarii
A KW Sagittarii egy vörös szuperóriás ami mintegy 10 000 fényévnyire található a Naptól a Nyilas csillagképben. Az átmérője 1460 nap átmérő, így az egyik legnagyobb ismert csillag. A fényessége 360 000-szerese a Napénak.

## Külső hivatkozások
- Space.Com
- Universe Today